# Unión Deportiva Vecindario
A Unión Deportiva Vecindario é um clube de futebol espanhol da cidade de Vecindario, em Santa Lucía de Tirajana, na ilha de Gran Canaria. 

## História
Fundada em 1962, a equipe disputou as Divisões Regioinais até 1989, quando conquistou o acesso para a Tercera División, competição que participou seguidamente até a temporada 1999–00 e entre 2012 e 2014.
Jogou também 10 edições da Segunda División B, obtendo o acesso inédito à segunda divisão do campeonato espanhol na temporada 2006–07, ficando na última posição. A cidade de Vecindario possui apenas aproximadamente 10.000 habitantes, o que fazia do clube o mais alternativo do futebol espanhol na atualidade.
Mandava suas partidas no Estádio Municipal de Vecindario, com capacidade para 4.500 espectadores. É o primeiro campo de gramado artificial homologado pela RFEF e LFP para disputar partidas oficiais da Liga (Primera e Segunda). O primeiro o oficial da Liga disputado na Espanha, em campo artificial foi disputado pelo Vencindario e o Las Palmas, um jogo histórico também por ser a primeira vez que duas equipes grancanarias se enfrentam na categoria profissional. Encerrou suas atividades em agosto de 2015, quando já enfrentava problemas financeiros. Em maio de 2021, foi anunciada a reativação do clube, que atualmente joga a Liga Interinsular Preferente de Las Palmas.
Foi no Vecindario que o atacante argentino Mauro Icardi iniciou sua carreira futebolística em 2005-06, ainda no Sub-15.

## Uniforme
O uniforme 1 do Vecindario consiste de camisa repartida em branco e preto, calção também dividido nas mesmas cores e meias brancas. O uniforme 2 era constituído de camisa azul-piscina com detalhes em preto, grafite e branco, calção preto com detalhes em azul-piscina e meias brancas.

## Estádio
O clube manda suas partidas no Estadio Municipal de Vecindario, com capacidade para receber 4.500 torcedores.

## Principais jogadores
- José María Ojeda
- José Antonio Santana
- Pablo Sicilia
- Markel Bergara
- Juan García Granero
- Xisco
- / José Luis Rondo
- Javier Morales
- Juan Arostegui
- Sebastian Carrizo
- Carlos García
- Sebastian Trigo
- Abdulrazak Ekpoki
- Rui Mozer
- Nenad Mirosavljević
- Marian Kelemen